# Waert

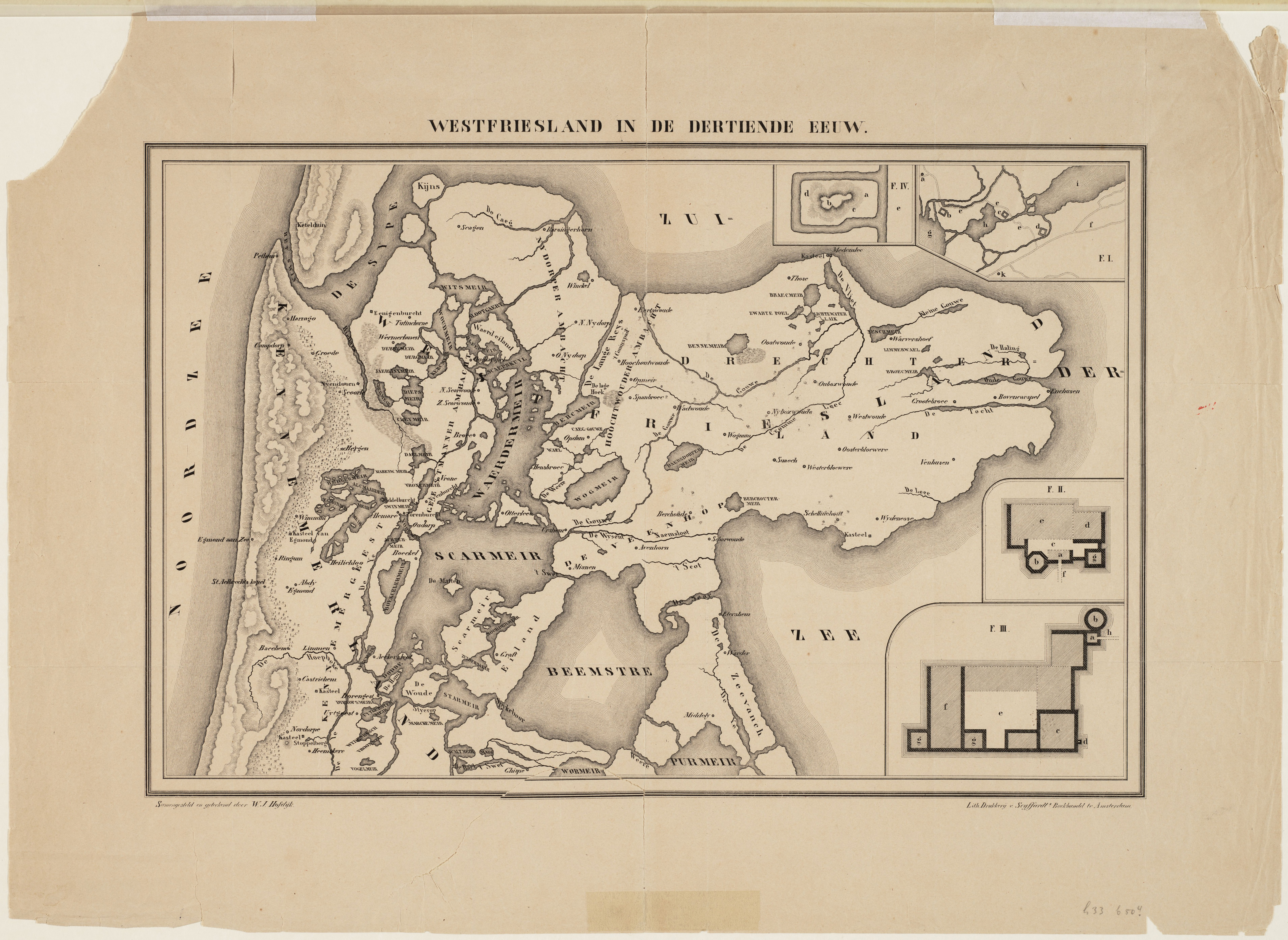
Kaart van West-Friesland in 13e eeuw met het Waerdermeer boven de Schermer.

Waert, ook wel Grote Waert of Waerdermeer, is een voormalig meer in West-Friesland, Nederland. Het meer ontstond rond 1300 door een dijkbreuk nabij Schagen.
Door het afkalven van het omringend veen groeide de Waert tot aan de Schermer. De Waert heette aanvankelijk ‘Groote Waert’, of ook wel ‘Zuyder Waert’. De Huygen Dijck, onderdeel van de Westfriese Omringdijk, enkele zandplaten en het voormalig eiland Oterleek scheidden de Waert van de Schermer.
In 1631 is de Waert drooggelegd. De polder de Waert, inmiddels Heer Huygen Waert genoemd, was een feit. Later werd deze polder Heerhugowaard genoemd.
Rond 1950 begon men met de aanleg van nieuwbouwwijken in de polder Heerhugowaard. Zo ontstond de plaats Heerhugowaard. Twintig jaar later had de plaats al 17.000 inwoners. Anno 2021 telt Heerhugowaard 58.000 inwoners.